# 微軟合作夥伴認證
微軟合作夥伴認證 (Microsoft Partner Program) 是微軟公司針對合作廠商以及夥伴設計的認證制度，在不同的認證等級下，來自微軟的支援也不同，而且也可以獲得不同規模的軟體授權。

## 一般註冊會員
只要是有註冊的合法公司，就可以利用微軟的合作夥伴網站，註冊為一般註冊會員 (Registered Member)，可以獲得最低程度的微軟行銷支援，例如 Action Pack (附有部份微軟軟體授權的軟體訂閱)，行銷工具以及產品型錄等等。

## Microsoft Certified Partner
當一般註冊會員獲得了要求的條件或是取得一些微軟認可的資格認證時，即可升級為 Microsoft Certified Partner，早期的名稱為 MCSP (Microsoft Certified Service Provider)，Certified Partner 可以獲得更多來自微軟的支援，不論是軟體，行銷或服務上。每個 Certified Partner 都有不同的技能 (Competency)，像是 Custom Applications，Infrasturcture，Office Solutions，ISV 等等。
微軟認可的資格包含下列，但不同的技能認證會有不同的要求：
- 雇用了指定數量的微軟認證專業人員 (MCP)。
- 取得指定數量的客戶回饋。
- 所研發的軟體或硬體取得了 Verified on Windows 或 Certified on Windows 的認證。

## Microsoft Gold Certified Partner
當 Certified Partner 再進一步獲得更高等級的資格 (例如更多的客戶回饋，更多的 MCPs 以及更多的軟硬體認證等) 時，可以升級為 Gold Certified Partner，此等級為合作夥伴的最高等級認證，可以獲得來自微軟的軟體，行銷，支援與服務等都是最多也是最好的。